# C/2009 P1 (Garradd)
Pour les articles homonymes, voir Comète Garradd.
La comète Garradd (désignation officielle C/2009 P1) est une comète hyperbolique qui fut découverte le 13 août 2009 par l'astronome australien Gordon J. Garradd à l'observatoire de Siding Spring qui est passée au périhélie le 23 décembre 2011 à 1,55 UA.
Elle s'est approchée de la Terre le 23 août 2011 à 208 millions de km et est passée au plus près le 5 mars 2012 à 189 millions de km. Elle a atteint la magnitude 6,7.